# 寺田龍平
寺田 龍平（てらだ りゅうへい、1989年6月20日 - ）は、北海道恵庭市出身の元プロ野球選手（投手）。右投両打。

## 経歴
島松ジュニアイーグルスで小学2年から野球を始める。中学校時代は札幌広島グロウィングスに所属した。
高校は、進学校である札幌南高校に進学。1年秋からベンチ入りし、3年時は地区大会準決勝まで進出したものの、函館工高に0-1で敗戦した。
慶應義塾大学のAO入試を受験するつもりで準備をしていたが、2007年10月3日、高校生ドラフトにて東北楽天ゴールデンイーグルスから1位指名（佐藤由規の外れ指名）を受け、入団。
プロ入り後は、高校時代に最速145km/hを記録した球速が130km/h台にまで落ち、ファームでも制球難で自滅する試合をたびたび経験。後に本人が「高校時代とは違って、上下関係にアジャストしなければいけなかった」と語るように人間関係に苦しんだ他、ほとんど休養も取れず「30連勤」となるほど練習漬けとなった結果体調を崩したこともあり、結果として良かったころのピッチングの感覚を失ってしまったという。
2010年、シーズン開幕前にブラウン監督（当時）から「ストレートが微妙に動くところがおもしろい」と評価されるが、3年目もシーズンを通じて1軍登板はなし。夏にコーチの勧めでサイドスローにフォームを変更した（本人曰く「拒否することはできなかった」とのこと）。同年12月、右肩関節唇手術を行なった。オフには、初の減俸となる50万円ダウンの600万円で契約更改した。
2011年も一軍登板は無く、二軍でも2試合の登板に終わった。同年10月9日に戦力外通告を受け、同日に自身のTwitterで引退を表明した。その後は上京し、大手IT企業へ就職した。
プロ野球選手としての活動と並行して早稲田大学人間科学部eスクール（通信教育課程）に進学しており、現役引退後の2014年に卒業し学位を得ている。このeスクール受講は、楽天時代の同僚から見ると「野球に本腰を入れていない」と映ったほか、授業の関係で先輩からの食事の誘いを断ることも多かったため、当時は人間関係悪化の一因となった。
2016年からはスポーツ選手のマネジメント会社へ転職。また同年の学生野球資格回復研修を受講したうえで、翌2017年2月7日に日本学生野球協会より学生野球資格回復の適性認定を受けたことにより、学生野球選手への指導が可能となった。2017年8月に再転職し、博報堂DYデジタルに勤務。2020年にTBSテレビへ転職し、現在に至る。

## 選手としての特徴
最速145km/hのストレートと変化量の大きなスライダーが武器。
2010年からサイドスローにフォームを変更した。

## 関連書籍
- 『偏差値70の甲子園 僕たちは文武両道で東大も目指す』（松永多佳倫著、2017年）

## 詳細情報

### 年度別投手成績
- 一軍公式戦出場なし

### 背番号
- 43 （2008年 - 2011年）

### 登場曲
- 『小さな恋のうた』MONGOL800 （2008年 - 2011年）